# The Amazing Race
The Amazing Race é um reality show exibido pela rede de televisão norte-americana CBS desde 2001. Um dos mais longevos realities da televisão dos Estados Unidos, ele foi criado e produzido por Elise Doganieri e Bertram van Munster e é apresentado desde a primeira edição pelo neozelandês Phil Keoghan. Um dos programas de maior sucesso de público e crítica no país de origem, o reality já recebeu quinze Primetime Emmy Awards incluindo todos os prêmios entre 2003 e 2009 como  "Outstanding Reality-Competition Program"; ao longo de sua existência o programa tem um recorde de 103 indicações para o Emmy.  Sua fórmula bem-sucedida – que fez com que duas edições já tenham sido produzidas num mesmo ano, ao contrário de todos os outros programas do gênero que são anuais – fez com que várias versões fossem produzidas internacionalmente seguindo o mesmo formato.
No Brasil, houve uma única versão entre 2007 e 2008, produzida pela Hispaniola Produções e Buena Vista International Television, uma empresa do grupo Disney, exibida pela  RedeTV! e chamou-se The Amazing Race: A Corrida Milionária, disputada apenas no Brasil e no Chile. Uma segunda versão foi ao ar pelo canal a cabo Space em  2012 mas esta edição foi produzida pela Discovery Channel Latin America associada com a Disney apenas como a quarta temporada de uma série chamada The Amazing Race Latinoamérica, voltada para o mercado hispano-americano, que teve as três primeiras edições apresentadas pelo guatemalteco Harris Whitbeck, com competidores de toda América Latina. Nesta edição, em português, com times apenas brasileiros e disputada só dentro do Brasil, Whitbeck foi substituído pelo modelo Paulo Zulu,.

## Conceito
A ideia do reality show veio da dupla Elise Doganieri e Bertram van Munster, um casal de produtores e executivos de publicidade. No ano 2000, Munster estava envolvido com a produção de seus documentários sobre a natureza, Wild Things, e procurava por outro conceito de programa. Donagieri, então trabalhando em publicidade, tinha participado aquele ano do MIPCOM, em Cannes, e criticava a falta de boas ideias dos profissionais de televisão. Brincando, Munster a desafiou a dar uma grande ideia de um programa inovador ali mesmo.. Elise lembrou-se de suas experiências como mochileira através da Europa, conhecendo e interagindo com pessoas de todas as culturas e levantou a ideia de um reality show onde equipes cruzassem o mundo intercalando com desafios locais que testariam a resolução, as habilidades e os relacionamentos destas equipes, que iriam sendo eliminadas uma a uma durante a jornada.
Van Munster ficou bastante intrigado com a ideia e, tendo alguma experiência anterior com realities como produtor de COPS,  considerado o precursor dos anos 90 desse tipo de programas que tomariam a televisão na década seguinte, procurou o produtor  Jerry Bruckheimer e os três juntos refinaram a ideia de Donagieri criando assim The Amazing Race. Van Munster levou o projeto pronto a Leslie Moonves, presidente da rede de televisão CBS, que, em junho de 2000,  aceitou produzir o programa.
Na noite de 5 de setembro de 2001, seis dias antes dos ataques de 11 de setembro, o apresentador Phil Keoghan abria a apresentação do primeiro episódio da primeira edição com as palavras que anunciavam um novo conceito mundial em reality show:
“It is the most daring competition ever attempted. Eleven two-person teams, bound by friendship, love or family will race around the world. They have no idea where they′re going, what dangers they may encounter or how the journey will affect their lives. Most of the teams will be eliminated but the team that reaches the finish line in first will win a cash prize of one million dollars. This is a race like no other in history. This is The Amazing Race. / Esta é a mais ousada competição jamais tentada. Onze times de duas pessoas, unidas por amizade, amor ou parentesco irão correr ao redor do mundo. Eles não tem nenhuma ideia de onde estão indo, dos perigos que podem encontrar ou como a jornada irá afetar suas vidas. A maioria dos times será eliminado, mas o time que chegar à linha de chegada em primeiro lugar receberá um prêmio em dinheiro de um milhão de dólares. Esta é uma corrida como nenhuma outra na história. Esta é a Corrida Extraordinária.” (tradução livre)

## Sinopse
Onze equipes compostas cada uma por duas pessoas com um relacionamento preexistente competem ao redor do mundo numa corrida entre si. Nenhuma delas tem permissão de portar celulares, iPods, notebooks, mapas, canetas, lápis ou dinheiro próprio. A cada etapa, os competidores tentam chegar em primeiro lugar, ganhando assim prêmios especiais, ou em boas colocações, evitando serem a última equipe a atingir a parada ou pit stop, o que pode significar a eliminação da corrida ou uma desvantagem em relação às outras na próxima etapa. A cada etapa, as equipes são obrigadas a superar provas físicas e mentais e viajam ao redor do mundo de avião, carro, ônibus, trens, helicópteros, barcos, canoas, balões e os mais inusitados meios de transporte em direção à parada de cada etapa, normalmente num total de doze. Pistas pelo percurso indicam aos participantes a próxima direção ou a próxima tarefa que deverá ser cumprida antes de seguir adiante. Praticamente em toda etapa uma equipe é eliminada, sobrando três delas para a etapa final. A primeira equipe a cruzar a linha de chegada ao fim da jornada recebe US$1 milhão de dólares.

## A corrida

### Equipes
Cada edição da Race tem a participação de onze equipes. Cada time é composto de duas pessoas comuns com uma relação preexistente (marido e mulher, namorados, irmãos, amigos de longa data, mãe e filha, pai e filho, etc.). A dinâmica da relação entre os integrantes das duplas sob o estresse da competição é um dos focos do show e são frequentemente comentados pelos times em entrevistas feitas antes, durante e depois das etapas e em conversas com a apresentador quando eles chegam aos pit stops. O estresse psicológico com o outro parceiro tentando continuar na frente da competição completando as tarefas determinadas e tendo que lidar com a falta de sono ou conforto, muitas vezes dormindo em aeroportos, rodoviárias ou mesmo na rua, produz a chamada "fadiga mortal", expressão cunhada pelos fãs do programa através dos anos, e frequentemente a falta de habilidade das duplas de lidarem com esse estresse mental e com a fadiga física é a responsável pela eliminação do time.
O formato dos times tem variado em algumas edições, com as exigências costumeiras sendo levantadas de maneira a criar uma novidade para o espectador. Em algumas edições o número total de duplas passou para doze ao invés de onze. Em 2005, The Amazing Race: Family Edition, uma edição feita apenas com famílias nucleares, incluindo crianças, o número de integrantes em cada equipe foi de quatro. The Amazing Race 26, em 2015, teve cinco duplas formadas num blind date e a edição 29 de 2017 contou com onze duplas de completos estranhos que se conheceram no momento da largada da corrida.
Sem que sejam vistos pelo telespectador, todos os times são acompanhados constantemente por um câmera e um operador de som que gravam tudo que acontece entre eles e reportam à produção, que acompanha a corrida à distância, dos locais dos pit stops, e assim sabem o que acontece, com relação a atrasos e dificuldades; a cada número aleatório de etapas estas equipes de áudio/vídeo são trocadas entre os times para evitar intimidade. Estes profissionais não tem permissão de ajudar as duplas em suas dificuldades, nem de falar com eles, apenas registram seus atos.

### Dinheiro
Sem permissão para portar dinheiro próprio, no início de cada etapa os times recebem uma pequena importância dada pela produção junto com sua primeira pista, que deverá ser usada para comida, transporte, alojamento, taxas e suprimentos naquela etapa. Cada dupla, porém, recebe um cartão de crédito exclusivamente para comprar passagens aéreas entre as etapas, o único gasto permitido a ser pago desta maneira. A quantidade de dinheiro fornecido varia de etapa para etapa, entre algumas poucas centenas de dólares a nenhum. Eles tem permissão de guardar o dinheiro que sobrar de cada etapa mas caso fiquem sem dinheiro é problema deles resolver como chegar ao próximo destino. A partir da edição 7, por questões de segurança e legais, os times foram proibidos de pedir dinheiro dentro de aeroportos dos Estados Unidos e também impedidos de vender suas possessões pessoais em troca de dinheiro ou pagamento de serviços para continuar a jornada até as paradas. Alguns participantes tem reportado a existência secreta de um fundo de emergência de US$200 carregado pelos integrantes da equipe de vídeo/áudio que os acompanham onde forem, e que só pode ser usado em caso de extrema necessidade não ligada ao pagamento de qualquer atividade ligada à corrida.

### Bandeiras de rota
Bandeiras ou marcadores de rota (Route Markers) são bandeiras coloridas nas cores amarelo e vermelho que indicam os lugares onde as equipes precisam ir. A maioria delas é pregada nas caixas pretas que contém as pistas, mas algumas marcam os lugares onde eles tem que cumprir cumprir as tarefas ou marcam o caminho que os times tem que seguir. Na primeira edição elas tinham a cor azul e amarelo mas a partir do segundo ano passaram a ter estas cores. Uma exceção foi feita quando passaram a primeira vez pelo Vietnam, em que os marcadores eram em amarelo e branco para evitar confundir com a própria antiga bandeira do país, amarela e vermelha. Na edição brasileira, as bandeiras e marcadores tinham as cores verde e amarela em homenagem às cores da bandeira do país. Ocasionalmente, outros padõres de cores também foram usados em versões internacionais ou edições específicas do original americano.

### Pistas
Quando as equipes iniciam uma etapa, chegam às caixas de pistas ou completam certas tarefas, eles recebem ou encontram um envelope marcado com o nome do show dentro do qual estão as pistas que fornecem o caminho adiante ou as próximas tarefas. O texto dela é impresso verticalmente num cartão, algumas vezes acompanhadas de uma folha de papel comum com maiores detalhes sobre a próxima tarefa. Quando a recolhem, obrigatoriamente os times precisam ler suas instruções em voz alta para a câmera antes de seguir o caminho e manter as pistas consigo até o próximo pit stop. As equipes só podem pegar um envelope em cada caixa de pista, mesmo que a percam no caminho e fiquem sem orientação, sob pena de uma penalidade de tempo. Eles não sofrem penalidades por perdê-la mas perderão tempo tentando achála novamente ou tendo que pedir ajuda a outras equipes para saber onde ir ou o que fazer em seguida.
Nos marcadores de rota, as pistas são colocadas dentro de uma caixa preta no topo de uma base também preta. Nas primeiras edições, a caixa continha o exato número de pistas correspondentes ao número de times ainda na corrida, permitindo às equipes indiretamente saber sua posição na corrida contando o número de pistas restantes na caixa. Em edições mais recentes um número extra de pistas passou a ser colocado em cada caixa de maneira a confundi-los.

#### Rota
Rotas (Route Info) são pistas que informam aos times onde ir em seguida. Estas pistas normalmente indicam apenas o nome do próximo destino; é problema das equipes descobrir como chegar lá.  O destino pode ser informado explicitamente ou de maneira enigmática, como apenas a bandeira do país de destino, uma fotografia de um lugar que eles devem descobrir qual é e onde fica ou simplesmente uma orientação geográfica como “vá para o ponto mais ocidental da Europa continental”. Nestes casos, os times podem usar qualquer recurso para descobrir o destino da pista, como pedir informações aos locais ou consultar a Internet numa lan-house.
As informações de rota muitas vezes incluem o meio de transporte que deve ser utilizado pelas equipes. Isto pode incluir viagens pré-arranjadas, usual na primeira escala da etapa, geralmente de avião, em voos charter levando a todos, ou barcos e ônibus para lugares mais remotos. Algumas vezes as equipes recebem veículos alugados que eles próprios devem dirigir até a próxima pista ou durante toda a etapa até o pit stop. As equipes devem seguir exatamente o disposto nas instruções, que muitas vezes os mandam seguir a pé, sob pena de penalidade de tempo caso se utilizem de meios de transporte não especificado nelas. Se nenhum meio de transporte estiver especificado, as equipes podem tentar chegar à próxima pista ou à parada final da etapa da maneira que desejarem, excluídos meios de transporte particulares.

#### Desvio
Um desvio (Detour) é uma pista que envolve a decisão do time por uma entre duas tarefas, todas com seus prós e contras, como sempre enfatizado pelo apresentador. As duas tarefas são apresentadas sempre com rimas ou trocadilhos como “arar” ou “caçar com armadilhas” (em inglês:"Plow" ou "Fowl"), de maneira a diferenciar o trabalho entre arar um pedaço de terra ou encurralar marrecos num cercado. As equipes recebem diversos detalhes sobre as duas tarefas mas talvez precisem andar de carro ou a pé uma pequena distância entre as áreas diferentes de cada uma. Elas geralmente exigem habilidades diferentes, muitas vezes emparelhando tarefas fisicamente exigentes ou que desafiam o medo com outras que dependem de inteligência, cultura ou habilidades manuais. A decisão sobre qual tarefa fazer depende apenas dos times; no entanto, devido a restrições logísticas, alguns desvios podem impor limites adicionais, como quantas equipes podem tentar uma das tarefas ao mesmo tempo ou as horas em que uma tarefa pode estar disponível. Caso encontre grande dificuldade em completar a tarefa escolhida, uma equipe pode trocá-las sem sofrer qualquer penalidade, já que isso lhe custará tempo perdido com relação às outras. Desde que não sejam proibidos, os times podem trabalhar conjuntamente se desejarem para completar uma tarefa específica. Assim que a tarefa é completada, eles recebem uma nova pista indicando  a direção seguinte. Se uma equipe não conseguir completar nenhuma das tarefas de um desvio, eles recebem a pista para seguir adiante mas sofrem uma penalidade de tempo em média de seis horas.

#### Obstáculo
Obstáculo (Road Block) é uma tarefa que apenas um membro da equipe pode realizar. A pista de um obstáculo é dada de maneira enigmática, como "Quem  está realmente com fome?"(levando a uma tarefa que envolve comidas exóticas) ou  "Quem quer se abaixar e se sujar?" (levando a uma tarefa de lavagem de roupa suja ou se arrastar na lama). Baseados apenas nesta informação, a equipe precisa decidir qual deles cumprirá a tarefa antes de saber exatamente do que se trata; quando um time anuncia para a câmera quem fará a tarefa ele não pode mais ser trocado. A tarefa do bloqueio é realizada apenas pelo corredor escolhido enquanto seu companheiro aguarda numa área de espera, de onde pode apenas gritar palavras de encorajamento ao outro. Além disso, a menos que seja proibido pelas intruções na pista, o corredor pode conseguir auxílio de alguém que tenha sido escolhido por outro time para fazer a mesma tarefa ou por locais. Alguns bloqueios podem envolver o corredor não escolhido, como por exemplo montar um camelo que tem que ser puxado pelo parceiro ou ajudando seu parceiro a resolver um quebra-cabeças. Quando a tarefa é completada, o corredor recebe nova pista e precisa voltar para junto de seu companheiro antes de lê-la para a câmera. Se um corredor não consegue cumprir a tarefa ou escolhe não fazê-la, a dupla recebe uma penalidade de quatro horas, que começa a contar quando o próximo time chega na área da tarefa ou, se todos os times já estão nela, quando eles chegarem ao pit stop. Algumas etapas tem até dois obstáculos, geralmente na primeira e última etapas da corrida. O segundo deles geralmente exige que o participante que não fez o primeiro, o cumpra.
Nas primeiras edições não havia limites para o número de obstáculos que um único integrante da dupla pudesse realizar, o que fazia com que geralmente o mais forte ou mais resistente, os homens de um casal por exemplo, fizesse as tarefas. Isso fazia com que as duplas compostas apenas de mulheres ficassem em desvantagem, e na edição 5 (2004), uma destas duplas, as "Mamães Jogadoras de Boliche", duas senhoras de meia idade que haviam conseguido ficar entre as últimas quatro duplas e eram as favoritas do público, foi eliminada justamente pela incapacidade de competir de igual para igual no último obstáculo – um rapel ascendente num penhasco nas Filipinas para apanhar a próxima pista – com os homens jovens das outras duplas, o que as fez chegar em último na penúltima etapa. A partir desta edição, uma nova regra foi criada, a "Regra das Mamães Jogadoras de Boliche" segundo os fãs, limitando o número de obstáculos em seis para cada integrante da equipe, já que geralmente o número total deles é de doze durante toda a competição. A partir de 2014, a regra estipula  que até etapa 10 da corrida um integrante da equipe pode realizar um máximo de seis obstáculos, sendo liberado o número a partir daí até o final..
Em 2025, na TAR 37, foi introduzido um obstáculo chamado Driver's Seat, que consiste em que o primeiro time que chegar até esta placa, tem o direito de dificultar de maneiras diferentes todos os outros times que vem atrás dele.

#### Passe livre
Passe livre (Fast Forward) é uma tarefa que, uma vez completada, permite ao time ir direito para o pit stop da etapa, sem necessidade de cumprir as demais tarefas daquele segmento da corrida. A pista do Passe livre geralmente é entregue junto com outras pistas, na mesma caixa marcada com a bandeira, um desvio ou um obstáculo, e é uma tarefa separada das outras. Apenas um time pode usar o Passe livre por etapa e um time só pode usar desta vantagem uma única vez em toda a corrida. Apesar de ser uma enorme vantagem, times que ganham o Passe podem não vencer aquela etapa e também podem ser eliminados se chegarem um último. Vários times podem tentar fazer o Passe livre mas só o o primeiro a completar a tarefa, geralmente difícil, leva a vantagem de poder ir direto para o final, forçando todos os outros a voltarem ao ponto de partida e terem que realizar todas as tarefas da etapa; por isso, só tentam fazer o Passe livre os times que começam aquela etapa na frente dos outros, geralmente o primeiro e o segundo. Se um time falha na tarefa, sendo superado pelos outros ou se recusando a fazê-lo, tem que realizar todas as tarefas da etapa, perdendo tempo com relação aos outros times que já as começaram. Algumas das tarefas mais duras já realizadas num Passe livre foram ter que surfar por dois minutos sem cair da prancha dentro de um complexo de ondas artificiais em Singapura e a obrigação do casal de uma dupla de raspar completamente os cabelos num templo hindu em Jodhpur, na Índia.

#### Switchback
Switchback foi um conceito introduzido onde as equipes encontravam pela frente tarefas de edições anteriores conhecidas por sua dificuldade ou por serem memoráveis. O Switchback é associado a algum país ou cidade e frequentemente feito no mesmo local anterior. Por exemplo, a edição 27 (2015) usou deste recurso onde os times tiveram que refazer a mesma tarefa da primeira edição quatorze anos antes, um mergulho em queda livre de um penhasco de 60 m de altura balançando numa corda sobre o rio Zambezi, na Namíbia. Foi também num switchback que na The Amazing Race 7 (2005) uma participante raspou completamente a cabeça num ritual na Índia, para cumprir um Passe Livre; ela e o marido acabaram ganhando o milhão de dólares daquela edição. A primeira participante, membro de um casal, que encontrou esta tarefa do Passe livre pela frente na edição 5 (2004), recusou-se a raspar a cabeça.

#### Scramble
Scramble (Atropelo, em tradução livre) foi uma tarefa tripla introduzida na TAR 34. Nesta etapa, a primeira da edição, as equipes recebem três tarefas a serem concluídas, podendo escolher em que ordem preferem concluí-las. Ao completar cada uma delas, os times recebem um terço de uma mensagem que, completada após a terceira tarefa, lhes indica a localização da próxima parada.

#### Fork in the Road
Fork in the road (tradução livre: bifurcação no caminho) foi introduzida na TAR 37 e dá aos times a opção de dois caminhos diferentes para continuarem na rota até a próxima parada, metade dos times por cada uma. Ao final, um time de cada rota é eliminado, num total de duas eliminações numa parada ao invés de apenas uma como acontece no RS. A TAR 37 foi a primeira a ter 14 times competindo ao invés dos tradicionais 12 times. 

### Obstáculos da prova
Além das pistas, os times também podem encontrar em sua jornada ao redor do mundo os sinais seguintes, que podem ou não afetar suas posições na etapa:

#### Yield
Yeld (tradução livre: parada forçada ou Alto) introduzido da edição 5 (2004), é um sinal durante a jornada que permite a um time obrigar outro a fazer uma parada forçada, perdendo um tempo em até 45 minutos. Este sinal é colocado próximo ao da bandeira e do marcador da rota e os times são obrigados a parar e dizer para a câmera sua intenção ou não de usá-lo. Se um time pretende usá-lo, ele é obrigado a colocar sua foto num quadro do avisos existente na marca, embaixo da foto do time prejudicado. Quando o time punido chega ao sinal de Yeld, ele é obrigado a virar uma ampulheta existente na marca e esperar que a areia desça toda para a parte de baixo antes de poder continuar e pegar a próxima pista no marcador de rota próximo. Este é um recurso usado por times que disputam as últimas posições para ajudar a segurar quem vem logo atrás.
Uma equipe pode usar o poder do Yeld apenas uma vez durante toda a competição e só um time pode ser indicado a cada placa dele, mas este mesmo time pode ser punido em outras etapas por outras duplas, se for o caso. Se o time punido já tiver passado pelo sinal, sem o conhecimento dos punidores, ele é anulado. O Yeld não tinha sido usado desde a  edição 11 (2007), depois  da introdução do Retorno (U-Turn)  na edição 12 (também 2007). Voltou a ser utilizado na TAR 32, em 2020.

#### Retorno
Retorno (U-Turn), introduzido na edição 12 em substituição ao Yeld, é similar em formato ao anterior; entretanto, ele é sempre posicionado imediatamente após um Desvio. Após completar a opção de um Desvio, uma equipe pode usar o Retorno para obrigar outra equipe que venha a trás a cumprir a outra tarefa do Desvio que eles não tinham escolhido, sendo assim obrigados a cumprir as duas tarefas, perdendo mais tempo que os demais. Assim como no Yeld, os times precisam colocar suas fotos e as fotos de quem querem que faça o Retorno no local apropriado. Um time também só pode usar o Retorno uma vez na competição. As equipes são avisadas de que tem um Retorno pela frente quando deixam a parada do dia anterior, quando chegam a um Desvio e/ou quando chegam à caixa de pistas de Rota logo após um Desvio, variando em cada edição.
A partir da edição 14 (2009) um novo tipo de Retorno foi introduzido , o Blind U-Turn, onde os competidores punidos não sabiam quem, mais a frente, lhes havia dado o Retorno, pois apenas a fotografia dos retornados era pregada no aviso, não a de quem lhe havia feito a "cortesia". A edição 17 (2010) introduziu  o Retorno Duplo  (Double U-Turn), na qual dois times podem escolher outras equipes para serem retornadas. As equipes podem usar do Retorno apenas uma vez e nenhuma equipe pode sofrer esta punição mais de uma vez naquela etapa. Além disso, um time punido com o Retorno também pode retornar outra equipe que venha atrás e isso pode ser feito antes mesmo que eles completam sua tarefa extra do Desvio. Entretanto, também é possível para uma equipe dar um Retorno em outro time que eles sabem que está a frente dele, assim tornando nula a punição e impedindo os que venham atrás de usá-la, incluindo o time que tenha sido retornado, se o o houver. A edição 18 (2011) introduziu o Retorno Automático, onde o time que fosse o último a partir para a primeira etapa – todos eram obrigados a cumprir uma tarefa antes mesmo de receberem a primeira pista da competição – teria que realizar obrigatoriamente as duas tarefas do Desvio na etapa seguinte. Este retorno automático também foi usado nas edições norueguesa e brasileira da corrida. Entre as edições 19 (2011) e 22 (2013), o sinal no percurso foi substituído por telas de toque de computador, retriando a necessidade das equipes deixarem sua foto de "cortesia" nos sinais. Quando escolhiam o time a ser retornado na tela, eles sabiam quais times estavam na competição mas não sabiam quais estavam à frente ou atrás deles, incorrendo no risco de retornarem um time que já os havia ultrapassado, anulando a punição. Na edição 21 (2012) foi incorporado um Blind Double U-Turn, incorporando as regras do retorno duplo com o retorno de autoria desconhecida.

#### Interseção
A Interseção (Intersection), usada nas edições 10 (2006), 11 (2007) e 16 (2010), exige que um time faça par com outro e estas equipes realizem todas as tarefas e tomem todas as decisões conjuntamente até ordem posterior. Caso não haja nenhuma equipe presente quando um time chega à marca de Interseção no caminho, esta equipe deve esperar até que outra chegue, apesar de não terem que se unir a este próximo time que chega, podendo escolher esperar por outro. As equipes também podem escolher o time de sua preferência para se unir caso haja vários times presentes na Interseção. Não há aviso às equipes de que há um sinal de Interseção na etapa à frente.A Interseção pode designar equipes para trabalhar conjuntamente nas pistas normais da etapa ou apenas em tarefas de Obstáculo (Roadblock) ou Passe Livre (Fast Foward). Depois de ausente por vários anos, ela voltou a ser usada na edição 37 (2025).

#### Duelo
Duelo (Double Battle/Face Off) é um obstáculo único e raro introduzido em algumas edições da Race, onde as equipes precisam competir entre si numa tarefa específica. O time vencedor recebe a próxima pista enquanto o perdedor precisa esperar pela próxima equipe para disputar novamente a mesma tarefa. O último time perdedor, não tendo outra equipe para enfrentar, recebe uma penalidade de tempo que precisa cumprir, geralmente 15 minutos, até que possa receber a próxima pista. Caso algum time desista do duelo, ele recebe uma penalidade de quatro horas no pit stop da etapa. Este obstáculo foi primeiramente introduzido na segunda edição da The Amazing Race Latinoamérica (2010) e depois copiado em versões ao redor do mundo como a chinesa, a canadense, a israelense, a filipina e a norueguesa, além da original.

### Etapas da corrida

#### Estrutura
Cada etapa da Amazing Race consiste em uma equipe deixando a última parada ou pit stop e  viajando para um lugar diferente (frequentemente, um país diferente), onde ela tem que realizar duas ou mais tarefas geralmente incluindo um Desvio ou um Obstáculo, antes de receberam instruções para alcançar a próxima parada. O objetivo de cada equipe é cumprir o percurso o mais rápido possível já que o primeiro time em cada parada recebe prêmios que podem ser viagens de recreio a diferentes lugares do mundo com tudo pago e estadia de luxo após a competição, carros, dinheiro vivo, um entretenimento especial durante o período da parada e vantagens na própria corrida como o Passe Expresso, o Passe de Salvamento ou ter a premiação final dobrada. O último time a alcançar uma parada é geralmente eliminado da competição mas ocasionalmente estes times tem permissão para continuar na corrida desde que cumpram alguma pena específica durante a próxima etapa. Após cumprir uma etapa e antes do início de outra, geralmente no dia seguinte, eles tem permissão para ocupar o tempo como quiserem, incluindo lazer próprio,embora muitas vezes prefiram comer em lugares baratos e dormir da mesma maneira para poupar dinheiro para a próxima etapa.

#### Tarefa da largada
Introduzida na edição 15, esta tarefa é apresentada aos competidores mesmo antes que eles tenham permissão para iniciar a competição. Anteriormente na linha de largada, ao sinal do apresentador, os times corriam para suas mochilas, pegavam suas pistas em cima delas e começavam a corrida para a localização indicada nela. Esta tarefa geralmente traz uma alusão de onde será o primeiro lugar para onde eles irão, normalmente um país, como por exemplo o nome de uma empresa aérea do país de destino. Os primeiros times a completarem esta tarefa recebem passagens no primeiro voo para o local de destino e os últimos no segundo voo, ganhando uma vantagem de tempo. Na edição 15 doze equipes se alinharam na linha da partida, mas apenas onze receberam pistas e passagens, com a última a completar a tarefa sendo eliminada ali mesmo, na partida.

#### Passe Direto
Passe Direto (Express Pass), introduzido na TAR 17 (2010), é um passe recebido como prêmio numa das primeiras etapas da corrida, geralmente ao vencedor da primeira etapa. Ele permite ao time ignorar um das tarefas seguintes – sejam normais, Desvios ou Obstáculos, à exceção de tarefa do Passe Livre – até uma determinada etapa da corrida, ganhando tempo sobre os demais. A escolha de qual tarefa evitar pertence ao time, mas o poder, se não usado, termina geralmente na oitava etapa. Em três edições da TAR dois destes passes eram dados ao primeiro time a completar a primeira etapa; um para uso próprio e o segundo para um time da escolha deles, até a quarta etapa. Em uma das edições foi dado numa etapa aleatória, achado por um time durante uma tarefa.
Ele apareceu depois na terceira edição da The Amazing Race Latinoamérica como Pase Directo e na versão norueguesa como Fripass. Incluindo toda as versões internacionais, o Passe Direto já foi dado a 38 equipes; 18 delas chegaram à última etapa da competição e três venceram a corrida; duas equipes foram eliminadas sem usá-lo.

#### The Save
The Save (A Salvação em tradução livre) é uma passe especial, usado apenas na edição 25 (2014), que permitia ao vencedor da primeira etapa escapar a uma eliminação numa etapa posterior, mesmo que chegasse em último, com validade até a nona etapa. O passe também pode ser dado pelo time que o possui a outro se assim o desejar. Versões similares foram usadas nas versões chinesas e australianas da corrida. Na australiana, ele podia ser dado pela equipe que o conquistasse a outra que chegasse em último em alguma etapa da corrida, evitando sua eliminação; na chinesa, uma edição com celebridades do país, o time que o conquistasse podia trazer de volta, até a quarta etapa, outro time antes eliminado.

#### Hazard
The Hazard, utilizado apenas na TAR 19 (2011), é uma penalidade aplicada ao time que ficar em último na tarefa realizada na linha de partida. Após completar a tarefa, esta equipe recebe uma pista diferente dos demais que a dirige para outro lugar onde encontra o Hazard, uma tarefa extra que apenas um membro da equipe pode realizar.

#### Dobre seu dinheiro
Dobre seu dinheiro (Double your money) foi um prêmio especial oferecido apenas na TAR 21 (2012) onde o time que vencesse a primeira etapa teria a direito a dobrar o prêmio final de US$1 milhão para US$2 milhões de dólares, caso vencesse toda a competição. A dupla vencedora da primeira etapa, porém, foi eliminada durante a corrida e o prêmo nunca voltou a ser oferecido em outras edições, sendo substituído por dois Passes Direto.

#### Parada

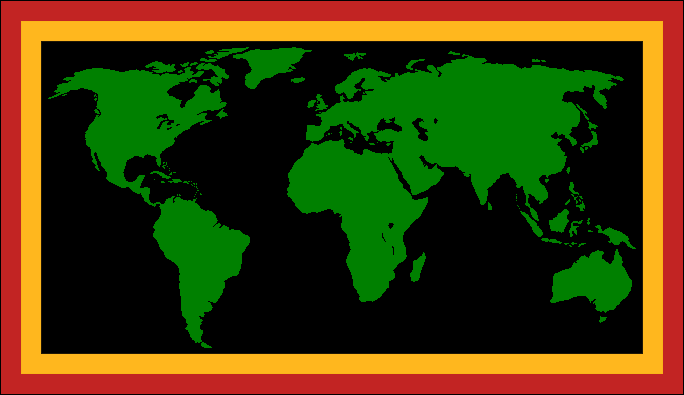
O icônico tapete da TAR, onde o apresentador espera os times nos pit stops e na linha de chegada e onde eles devem pisar para dar por cumprida aquela etapa.

A Parada (Pit Stop) é o destino final de cada etapa da corrida e para onde todos os times não-eliminados vão após fazerem o check in no tapete de chegada, com o apresentador. Durante estas paradas, os times recebem alojamento (de simples acomodações em tendas sob  céu aberto a hotéis com serviço completo) e alimentação grátis. Material da corrida, como envelopes de pistas e acessórios trazidos de tarefas no caminho devem ser devolvidos à produção. Eles também dão depoimentos gravados para contar sobre suas atividades e impressões da última etapa, que são mostradas durante a exibição daquela etapa do programa. De maneira geral, eles são confinados nos alojamentos mas podem usar o tempo livre como quiserem. Entre as edições 14 (2009) e 25 (2014), os times não tinham permissão de ter contato com os demais durante as paradas, para evitar saberem quem ainda estava na corrida.
Assim que o tempo da parada é completado, durante as quais eles podem comer e dormir, os times recebem a próxima pista e começam a corrida novamente. Originalmente, o tempo das paradas era de 12 horas – se a dupla completava uma etapa às 17:00, largava novamente às 5:00 da manhã do dia seguinte – ou dependendo  da estrutura da produção no local, até 24 horas. Em temporadas mais recentes, os pit stops tem variado com durações mais longas ou mais curtas para evitar equipes vagando por horas em aeroportos ou outras áreas. Penalidades da etapa anterior também podem ser aplicadas nas paradas.
Os times são responsáveis por estarem prontos para partir na hora estipulada das largadas e não recebem nenhum crédito adicional de tempo se perderem a hora. Na maioria das vezes, eles partem do mesmo exato local onde pisaram no tapete encerrando a etapa anterior, mas algumas paradas tem ocorrido em pit stops móveis, como barcos em rios, o que faz com que a próxima largada seja num local diferente.

#### Etapas dobradas
Algumas edições da Amazing Race trazem etapas com dupla duração, também chamadas de "etapa continua no próximo capítulo" ou mostradas em algum programa especial de duas horas; isso ocorre quando os  times não são recebidos no pit stop que encerra um capítulo com uma congratulação mas ao invés disso recebem outra pista para continuarem a corrida sem parar. Estas etapas duplas surgiram de uma necessidade durante a TAR 6 (2005) na Hungria. Inicialmente estava previsto que o segmento húngaro daquela edição se daria em duas etapas, com uma parada não-eliminatória, onde o time que chegasse em último não seria eliminado mas como penalidade teria seus pertencentes e todo seu dinheiro retirado, tendo que conseguir recursos por seus próprios meios para continuar a corrida na manhã seguinte. Os produtores descobriram porém, que pedir dinheiro em público é considerado crime no pais, o que tornaria quase impossível à última dupla conseguir meios para continuar, sem ter como pagar por táxis ou outros meios de transporte necessários durante a jornada. Assim, o primeiro pit stop na Hungria, originalmente uma parada não-eliminatória, foi transformada numa meia parada, com todos os times, incluindo o último a chegar, recebendo novas pistas através de video texto para continuar a corrida, criando uma etapa alongada com duas partes.
A partir daí, estas paradas duplas começaram a ser usadas em algumas edições posteriores. Ela aparece também em todos as edições da TAR Austrália e em algumas edições das versões Latinoamérica, Filipinas e Canadá.

#### Etapas não-eliminatórias
Algumas etapas da corrida, de maneira aleatória, são, sem conhecimento dos corredores nem do público, predeterminadamente não-eliminatórias, o que significa que o último time a chegar ao pit stop delas não é eliminado, ganhando uma segunda chance. Até a TAS 4 (2003) não havia qualquer punição para o último colocado numa destas etapas. A partir da TAS 5 (2004) , as duplas nesta situação passaram a ter as seguintes punições:
Perda de dinheiro e pertences
Da TAR 5 à TAR 9 (2006), os últimos colocados eram obrigados a entregar todo o dinheiro de que ainda dispunham ao final da etapa. Estes times não recebiam nenhum dinheiro no início da etapa seguinte, obrigando-os a pedir dinheiro da população local para pagar transporte, água e comida da próxima etapa. Além disso, entre as TAR 7 e TAR 9, eles também eram obrigados a entregar as mochilas com todos seus pertences, ficando apenas  com a pochete com os passaportes e a documentação da corrida e com a roupa do corpo para prosseguir na jornada. Esta última punição fez com que as equipes, que se aproximando do final de uma etapa que imaginavam ser não-eliminatória acreditavam estar em último lugar, tirassem roupas da mochila próximo da chegada e se apresentassem para o check in cheios de roupas no corpo umas por cima das outras.
Marcado para eliminação
Nas TAR 10 (2006) e 11 (2007), em substituição à entrega de dinheiro e pertences, o time que chegasse em último numa etapa não-eliminatória era "marcado para eliminação"; isso significava que se na próxima etapa eles não chegassem em primeiro lugar, receberiam uma punição automática de 30 minutos, possibilitando a outras equipes que porventura estivessem atrás, que fizessem o check in antes deles. Se os outros times chegassem todos em menos de 30 minutos, eles ficariam em último lugar e seriam eliminados, a menos que a etapa seguinte também fosse não-eliminatória. A partir da TAR 12 (2007) esta punição foi descontinuada e substituída pela Multa (Speed Bump).
Multa
Multa (Speed Bump) é uma penalidade introduzida desde a TAR 12 (2006) nas etapas não-eliminatórias, a ser cumprida em algum momento da próxima etapa pela equipe a completar esta etapa em último lugar. Os times são alertados de que existe uma Multa à frente por um aviso próximo ou ao lado da caixa de pistas. A Multa é similar ao Yeld e existe para tomar tempo no avanço da equipe punida. Porém, ao invés dela ter que ficar no local esperando uma ampulheta esvaziar, a equipe é obrigada a realizar uma tarefa adicional em relação às outras, criada apenas para eles. Assim que completam esta tarefa extra, recebem a próxima pista.
Se um time não consegue completar a tarefa da Multa, ele recebe uma punição de tempo de quatro horas na chegada ao pit stop. As tarefas que tem sido exigidas não são muito difíceis nem tomam muito tempo e a maioria dos times que são obrigados a cumpri-la conseguem escapar da eliminação ao fim da etapa, ultrapassando outras duplas à frente.

#### Etapa Final
A etapa final é corrida pelas últimas três equipes. Nas primeiras edições, esta etapa era não-eliminatória ou dupla, de duração estendida, com um destino intermediário perto dos Estados Unidos continental, como Havaí, Alaska ou Canadá, antes de viajar para a cidade final. Entretanto, nas edições mais recentes, as etapas finais tem sido disputadas direto do último país estrangeiro visitado para a cidade final dentro dos EUA. As três equipes precisam completar todas as tarefas na cidade final antes de irem para a linha de chegada sobre o tapete com a logomarca do reality e em frente ao apresentador Phil Keoghan ladeado por todas as outras equipes já eliminadas, onde a que chegar primeiro conquista o grande prêmio de US$ 1 milhão de dólares, o mesmo desde a primeira edição em 2001 e escuta o já bastante familiar bordão, sempre repetido: "Depois de X milhas, X países e X cidades, vocês ganharam The Amazing Race e um milhão de dólares!".
Normalmente, os três times chegam ao tapete final. Em raras ocasiões, a diferença entre eles é tão grande que o último dos três pode estar ainda tão para trás e mesmo nem ter chegado na cidade final, que quando chegam à sua próxima caixa de pistas recebem a mensagem de que a corrida terminou e quem ganhou, sendo dispensados a continuar. Isto aconteceu apenas por duas vezes, na primeira edição (2001) e na TAS 4 (2003). Nas edições 25 (2014) e 26 (2015), quatro equipes começaram a etapa final mas uma delas foi eliminada numa das tarefas deste último percurso, não podendo cruzar a linha de chegada como as outras. The Amazing Race sempre começa e acaba em algum lugar dos Estados Unidos.

### Regras e penalidades
Todas as equipes devem respeitar as regras estabelecidas no início da corrida. O descumprimento delas pode resultar em penalidades de tempo, o que pode afetar negativamente a posição final naquela etapa da corrida ou mesmo causar a eliminação da competição. Embora o conjunto completo de regras oficiais não tenha sido divulgado ao público pela produção do show, certas regras foram reveladas durante as várias edições da corrida:

#### Regras
- A perda do passaporte pode causar a eliminação da corrida, já que se torna impossível entrar ou sair de um país sem ele. Nenhum time recebe o check in oficial no pit stop ao fim da etapa se qualquer dos integrantes não estiver com o passaporte. Isto já aconteceu diversas vezes na Amazing Race.[36]
- A menos que sejam instruídos ao contrário, durante os Obstáculos (Road Blocks) os integrantes do time precisam manter uma distância dentro de seis metros entre si e ficar próximos à sua equipe individual de câmera e som. Da mesma maneira, quando viajando em qualquer meio de transporte eles devem transportar junto sua equipe. Nas bilheterias de aeroportos, estações de trem e de ônibus, etc, as equipes são gravadas pedindo duas passagens, depois de fazerem o pedido original de quatro.[37]
- As equipes só tem permissão de comprar bilhetes em classe econômica nas viagens de avião, sendo vedado o uso do cartão de crédito fornecido pela produção, para comprar assentos na 1ª classe ou na executiva.[38] As linhas aéreas, a seu critério, podem dar um upgrade de passagem aos corredores, se isso não causar nenhum custo adicional sobre o preço da passagem em econômica. Para outros meios de transporte, como trens, eles são liberados para conseguir passagens em classes superiores.[39] Os times também podem sofrer restrições de voar em determinadas linhas aéreas ou de movimentação em alguns países específicos.
- As equipes são proibidas de contatar familiares, amigos ou conhecidos durante a corrida sem supervisão; entretanto, a produção dá oportunidade deles fazerem este contato em determinados momentos. Isto é especialmente concedido para casais com filhos pequenos em casa ou pessoas com parentes doentes.[40]
- A menos que sejam instruídos ao contrário pelas pistas, os times tem permissão para conseguir ajuda da população na realização tarefas que lhes são pedidas ou para orientação. Os times tem que cumprir a exigência de coneguir a assinatura dessas pessoas com quem interagem num documento de liberação do direito de imagem. Alguns times evitam uma maior interação por considerarem que há uma grande perda de tempo neste processo. Alguns populares que não assinam estes documentos mas participam de alguma cena vital tem seu rosto borrado quando o programa é exibido.
- A menos que sejam instruídos ao contrário pelas pistas, as equipes tem permissão de trabalhar conjuntamente numa determinada tarefa.[41] Com exceção do uso do Retorno (U-Turn)  ou do Yeld, elas são proibidas de prejudicar as tarefas de outras equipes, como tirar mais de uma pista da caixa de pistas deixando alguém que venha atrás sem a sua, pegar o transporte já reservado por outro time, alterar ou sabotar o equipamento de outra equipe durante uma tarefa ou usando mais de uma vez o Retorno e o Yeld.
- Os times não tem permissão de portar celulares, mapas, guias, blocos de anotação, canetas, lápis ou quaisquer equipamentos eletrônicos no início da corrida; porém, com exceção de computadores e celulares eles tem permissão de comprar este tipo de material durante a jornada com seu próprio dinheiro fornecido pela produção se desejarem. Em algumas tarefas especiais, estes aparelhos são fornecidos às duplas para uso naquela tarefa.[42]
- Caso dois times cheguem juntos na última posição ao tapete do pit stop numa parada eliminatória, o time que ficou em pior colocação na etapa anterior é eliminado.[43]
- Por ser um  "programa para toda a família " como ele se intitula, é proibido fumar a qualquer competidor, seja durante a disputa das etapas seja durante as paradas nos pit stops. O fumo é totalmente vedado no programa.[44]
- Caso o dinheiro de uma equipe acabe durante uma etapa ou se vejam despojados dele ao fim de uma etapa não-eliminatória, os times são proibidos de pedir dinheiro onde isso seja ilegal ou de pedir dinheiro em aeroportos dos Estados Unidos.[45]
- Em caso de quebra do veículo fornecido pela produção que os transporta (p. ex. carro ou barco), sem que a equipe tenha culpa pela quebra, ele é substituído por um reserva mas o tempo perdido não é creditado a favor da equipe, que tem que tentar tirar o atraso por seus próprios meios.[46]

#### Penalidades e créditos de tempo
Se um time tentando fazer o check in no pit stop tiver cometido alguma infração durante a etapa, ele deve voltar ao local da infração e refazer a tarefa ou a ação mal feita corretamente antes de ter sua chegada oficializada. Se for impossível corrigir a ação, o time é obrigado a pagar uma pena de tempo, esperando próximo ao pit stop, para poder fazer o check in. A penalidade para a maioria das infrações é de 30 minutos + o tempo ganho, se houver, pela infração cometida. Algumas infrações tem penalidades mais longas: duas horas por trocar bens pessoais por serviços, quatro horas por não conseguir ou desistir de completar um Obstáculo (Road Block) ou uma Multa (Speed Bump), quatro horas por não conseguir cumprir uma tarefa, seis horas por não cumprir um Desvio (Detour) ou não cumprir corretamente um Passe Livre (Fast Forward) e 24 horas por voar fora da classe econômica, se tiver que pagar pelo voo em classe superior.  As primeiras edições da TAR davam uma penalidade de 24 horas para quem não cumprisse o Desvio corretamente, mas a partir da TAR 17 ela foi diminuída para seis horas. Se um time incorrer em mais de uma penalidade durante a etapa, elas são cumulativas.
Times podem receber créditos de tempo a seu favor, caso seu atraso tenha sido causado por "dificuldades da produção" (ex. o cinegrafista da dupla precisa parar a corrida para recarregar a bateria da câmera ou o operador de som precisa ir ao banheiro). Estes créditos de tempo acontecem o tempo todo com vários times mas apenas são revelados ao telespectador caso eles influam na colocação dos times na chegada da parada.

#### Penalidades nos obstáculos
Se uma equipe não consegue cumprir uma tarefa num Obstáculo (Road Block) ela recebe uma penalidade de quatro horas; em termos práticos, isto significa que, após chegar à parada, eles terão que esperar mais quatro horas até poder fazer o check in no tapete e ter sua colocação oficialmente confirmada. Uma segunda opção é que eles cumpram a punição no mesmo lugar da tarefa que desistiram de completar ou cometeram um erro sem possibilidade de reparação, antes de seguir para a parada.
No caso de cumprirem a penalidade no mesmo local da tarefa e todos os times já tiverem chegado ao Obstáculo, a contagem do tempo começa no momento em que eles anunciam a desistência de cumprir a tarefa. Caso ainda haja times a chegar, o tempo da penalidade só começa a contar no momento em que o primeiro destes times chega ao local. Na maioria dos casos, essa penalidade causa a eliminação da dupla. Caso o time penalizado ainda esteja cumprindo a penalidade e todos os outros times tenham feito o check in na parada da etapa, ele é eliminado ali mesmo sem necessidade de continuar até o pit stop após pagar a punição.

## Produção
A produção da TAR é um desafio por sua premissa de ser uma corrida ao redor do mundo. Entre as inúmeras dificuldades que os produtores enfrentam, procurar locações, criar tarefas, selecionar as equipes e planejar a logística de todo o percurso são o que há de mais importante no planejamento da temporada e na pré-produção dela. Durante as corridas, os câmeras precisam acompanhar o movimento dos corredores e do apresentador e quando a filmagem e a edição de toda a temporada está completa, integrantes das equipes e da produção assim como os auxiliares ao redor do mundo que trabalharam nas filmagens e ajudaram nas tarefas locais, são obrigados a manter segredo e não podem vazar, por cláusula de sigilo em contrato, nada do que aconteceu nas locações, nos eventos e sobre o resultado da corrida.
O maior desafio já enfrentado pela equipe de produção de The Amazing Race ocorreu durante da pandemia de Covid-19, no início de 2020. A gravação de TAR 33 estava em seu início quando precisou ser interrompida na Escócia, devido ao alastramento da pandemia e o programa daquele ano foi cancelado. Nove times ainda estavam na corrida e todos tiveram que retornar aos Estados Unidos. A edição voltou a ser disputada apenas 19 meses depois, na segunda metade de 2021, num ambiente controlado, muito menos locais – toda a equipe de produção, todos os times e todos que tinham contato com eles nas tarefas foram vacinados – e toda a equipe e participantes viajando num mesmo avião fretado; quatro dos nove times que ainda disputavam a corrida no ano anterior quando foi suspensa não puderam retornar e foram substituídos pelos dois times antes eliminados.

### Pré-produção

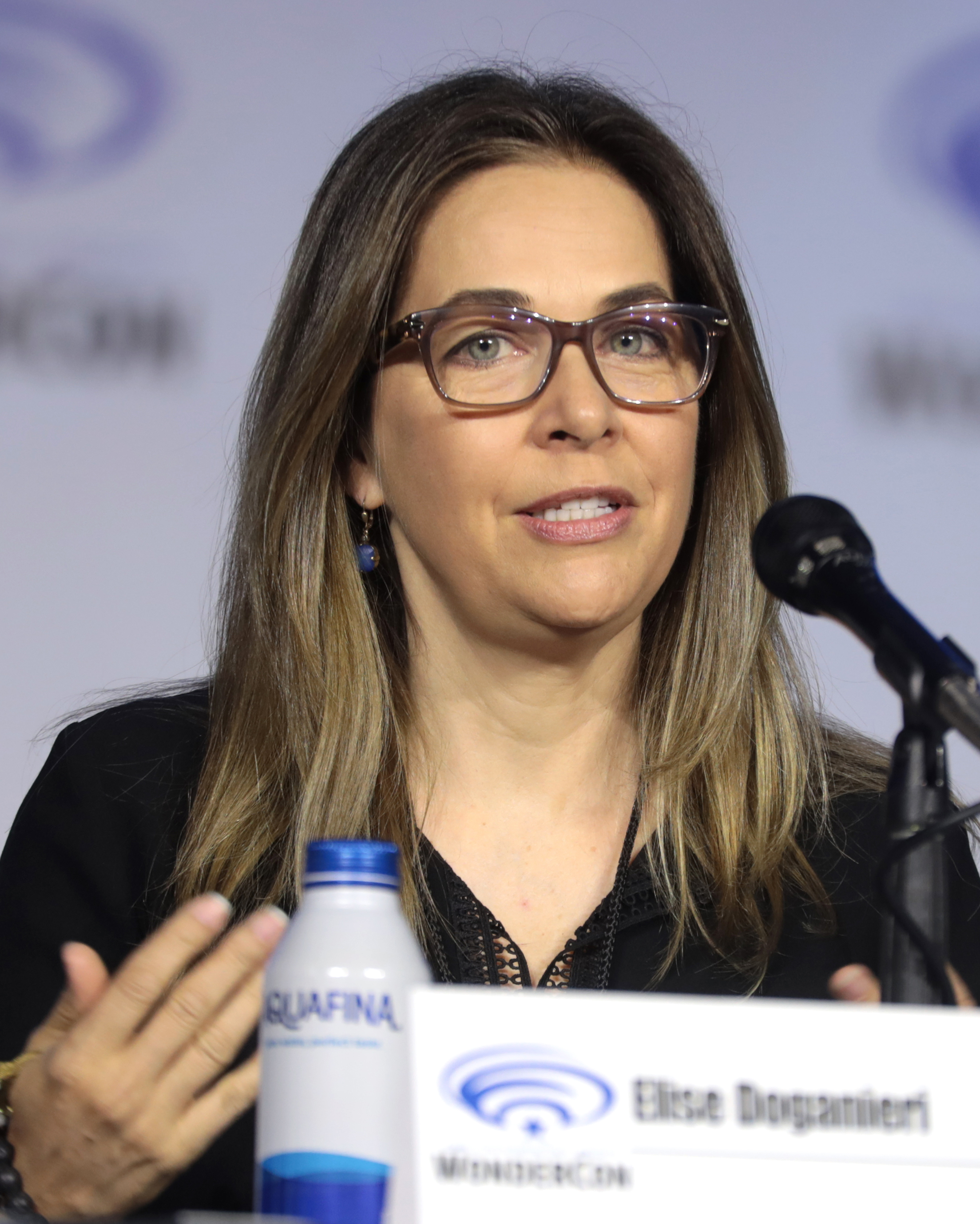
Elise Doganieri, produtora e co-criadora de TAR.

Antes das filmagens, a produção faz um planejamento das tarefas e dos locais por onde os competidores viajarão, trabalhando em conjunto com representantes e produtores locais; a equipe da produção também se consulta com ex-militares ou agentes federais que estão a par das questões políticas  em áreas do estrangeiro e podem dar informações sobre que regiões ou países a evitar. Van Munster e seus auxiliares viajam então pelo percurso planejado para verificar os locais e providenciar as necessidades para as filmagens. Os produtores trabalham junto com autoridades locais para assegurar a segurança das equipes quando elas viajam por certas áreas do globo. Apesar de pré-produção, algumas vezes a produção encontra obstáculos que a forçam a mudar tarefas ou mesmo locações. Numa destas situações, durante o planejamento da segunda temporada, o sistema bancário da Argentina entrou em bancarrota criando uma turbulência política no pais que fez com que outro país tivesse que ser selecionado às pressas como etapa do percurso. Da mesma maneira, o Egito, já visitado anteriormente pela corrida, foi colocado como fora de cogitação depois da revolução local de 2011 e das agressões sexuais sofridas pela jornalista norte-americana Lara Logan no Cairo. Estima-se que van Munsten tenha cerca de 2000 pessoas ao redor do mundo envolvida de alguma forma com o processo de produção a cada temporada.
As tarefas são geralmente selecionadas para mostrar algo da cultura e do sabor local do país ou da região em que ela é realizada. São sempre procuradas atividades que não são considerada turísticas, mas que fazem parte do modo de vida do país, de maneira que isto seja uma experiência completamente nova para os competidores e para o público. Os produtores contam com suas próprias experiências para criar tarefas; van Munsten nota que uma tarefa da TAR 21 envolvendo nado sincronizado na Rússia, foi baseado em suas próprias  dificuldades na adolescência para aprender a realizar os movimentos, de maneira a se assegurar que se ele, um homem, pode um dia fazer, os competidores também poderão.
A rota de uma corrida tem que ser aprovada pela direção da CBS antes que a produção comece seu reconhecimento. Tarefas específicas, pistas e outros elementos como a sequência das paradas não-eliminatórias, estão todas programadas um mês antes do início das filmagens. A produção pode permitir alguma flexibilidade em horas e datas de maneira a minimizar as dificuldades que surjam. Na primeira edição, por exemplo, um pit stop foi alongado para 72 horas em vez das usuais doze por causa de uma tempestade de areia; também nesta primeira edição, duas das quatro últimas equipes chegaram 24 horas depois dos times da frente por problemas com voos internacionais criando um pesadelo para os produtores. Em edições posteriores, paradas foram alongadas até por 24 horas para evitar que os times ficasssem completamente espalhados. Numa edição, o apresentador Phil Keoghan foi detido pela polícia na Ucrânia e o embaixador dos Estados Unidos no país, um fã do show, foi acionado para ajudar a libertá-lo.
Apesar da quantidade de viagens de um grupo de até 100 pessoas pelo mundo que envolve cada temporada, a criadora e produtora Elise Doganieri acredita que o custo do programa seja o mesmo ou até menor que outros realities em parte porque a equipe de produção trabalha junta há muitos anos e desenvolveu um método de trabalho mais eficiente e econômico para levar adiante as competições; por outro lado, o custo é também amortizado pela parceria com patrocinadores, alguns de longa data, que entram com passagens aéreas,  fornecimento de carros e sites de viagens que dão prêmios aos participantes que vencem as etapas e outros fornecedores que facilitam a produção em troca de merchandising.

### Seleção
The Amazing Race é apresentada pelo neozelandês Phil Keoghan. Keoghan dá início à corrida, introduz ao público cada nova área e explica cada uma das tarefas do percurso; é ele também quem recebe as equipes nas  paradas das etapas ladeado por um anfitrião local, informando aos times sua colocação na prova ou avisando-os de sua eliminação, seguido de uma curta entrevista; também recebe e anuncia os vencedores na linha de chegada.  Keoghan era um apresentador na televisão da Nova Zelândia que havia viajado o mundo e vivido várias aventuras no comando destes programas locais. Sua experiência e currículo o fizeram se candidatar à vaga de apresentador do primeiro reality show produzido pela CBS nos EUA, Survivor. Apesar de ser um dos selecionados finais para a função, a direção da emissora escolheu para o posto o produtor e narrador de videos de marketing Jeff Probst, considerando que Keoghan teria o perfil mais adequado para um novo reality que seria lançado logo depois, The Amazing Race.

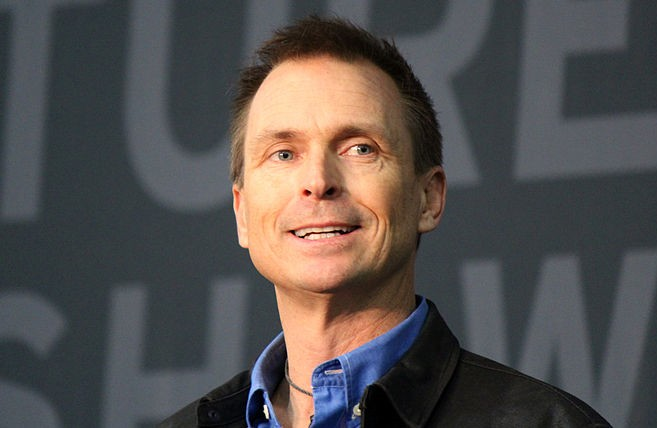
Phil Keoghan, o apresentador de The Amazing Race.

Seu desempenho como apresentador tem sido destacado pela sua habilidade em levantar a sobrancelha aos times que chegam nas paradas fazendo suspense antes de lhes dizer sua posição na prova; corredores e fãs  se referem às progressivas eliminações de times como "Philimination" (Philiminação). Keoghan assinou um contrato de vários anos com a CBS para continuar apresentando o show pouco depois da conclusão da TAR 18, em 2011.
Antes da corrida, a CBS e a World Race Productions realizam uma seleção de times em todo o país e aceitam inscrição via correios. Algumas das últimas edições tem equipes recrutadas. Os produtores procuram lançar uma série diversificada de equipes para atrair uma ampla gama de telespectadores que se identifiquem com eles, colocando mais valor em participantes que sejam bons de conversa e mostrem bastante conhecimento  da TAR, em detrimento de pessoas escolhidas apenas por aparência ou forma física. O processo de seleção leva cerca de quatro meses para ser completado. Todas os integrantes das equipes são compensados pelo tempo que precisam se ausentar de seus trabalhos mas o montante que recebem é confidencial; alguns participantes declararam posteriormente que perdem dinheiro entre o que a produção lhes paga como compensação e o salário que recebem em seus empregos.
Cada membro de equipe precisa ser um cidadão norte-americano adulto portador de um passaporte válido com algum tipo de relacionamento com seu parceiro; de acordo com Keoghan, ao contrário de outros realities de competição que colocam um indivíduo contra outro, "é  mais interessante ver como uma experiência deste tipo influi numa relação preexistente entre parceiros reais".  As duplas são compostas de pessoas casadas ou namorados – independente da orientação sexual – pais e filhos, colegas de trabalho, primos, irmão e irmãs, etc. A quase totalidade das equipes em todos estes anos é de americanos anônimos e comuns, mas houve algumas edições com a participação de celebridades locais, três com o retorno de participantes de edições anteriores e a TAR 29 (2017) teve a participação de 22 completos estranhos antes da corrida.

### Filmagem
Até a TAR 17 (2010), The Amazing Race era toda filmada com câmeras de televisão de definição padrão (SDTV) apesar do fato da maioria de outros realities, incluindo o Survivor da mesma emissora, terem mudado para o padrão de alta-definição (HDTV) há alguns anos. Os produtores citaram o alto custo e a fragilidade do equipamento em HD como um empecilho para um show que rodava pelo mundo todo num espaço exíguo de tempo. Enquanto outros realities que filmam num único lugar (como o Big Brother) tem a facilidade de ter conserto e reposição fornecidos rapidamente por alguma instalação próxima, no caso da TAR, muitas vezes filmando em meio a lugares inóspitos do planeta, essa dificuldade de manutenção tornava o uso do HD difícil. Só a partir da TAR 18, filmada no fim de 2010, esse equipamento começou a ser usado, com a introdução de câmeras Sony XDCAM, que permitiam que os filmes fossem diretamente transferidos para o formato digital e enviado aos editores nos Estados Unidos.
Antes do início das filmagens, os times selecionados recebem uma lista de países – incluindo países que não farão parte da corrida – para os quais devem conseguir vistos. Eles preparam mochilas com vestuário, material de higiene e outros itens pessoais, recebendo uma lista de itens que são proibidos de levar como todo tipo de eletrônicos, celulares e GPS; também deve ser evitado o uso de camisetas com logomarcas. Os corredores também não podem trazer mapas mas podem comprá-los durante a viagem com o dinheiro fornecido pela produção. Alguns dias antes do começo da filmagem, eles são todos isolados num hotel para uma revisão geral das regras e depois são finalmente levados para a linha de partida. Várias tomadas antecipadas são feitas dos participantes no local, um esclarecimento final das regras é dado e os times recebem oficialmente o comando de largada.
Assim que a corrida começa, cada equipe é acompanhada por uma dupla de áudio/vídeo que a filma durante toda a competição e devem acompanhá-los onde quer que vão, até nos mesmos veículos que utilizam, a menos que recebam outras instruções. Por exemplo, times precisam conseguir comprar quatro passagens num voo, para eles e sua equipe, ou não podem voar sozinhos. Apesar de nas filmagens os times aparecerem pedindo duas passagens nas bilheterias, antes de gravarem a cena eles pedem quatro. Se não houver quatro disponíveis, não podem embarcar naquele voo. Estas equipes se revezam entre os times durante a corrida, para evitar qualquer intimidade entre eles ou dar alguma aparência de conluio ou torcida. Nas paradas,  um outro time de produtores e técnicos grava as chegadas, confere o total de dinheiro restante e outros detalhes para se certificar que os corredores cumpriram  propriamente aquela etapa. Estas equipes que os acompanham também mantém contato com a produção geral informando os eventos que acontecem com a equipe, desde sua posição à problemas durante a etapa, inclusive legais.
A equipe de produção, incluindo Keoghan, van Munsten e Doganieri, viaja sempre junta para a próxima parada à frente das equipes. Durante o planejamento da corrida, eles criam um documento que Elise Doganieri chama de Rápido/Lento, delineando o que eles acreditam ser os tempos mínimo e máximo que os times levarão para cumprir todas as tarefas daquela etapa, baseados em  testes feitos anteriormente que usam para planejar suas viagens à frente dos times. Segundo ela, este documento teve 98% de precisão durante as duas edições de 2014. Os produtores trabalham com profissionais locais e equipes de filmagem em pontos fixos para preparar as tarefas antes que os times cheguem e estão sempre em contato e coordenação com as equipes de vídeo e aúdio que acompanham os times durante o percurso. Por exemplo, para evitar que as caixas de pistas que aguardam os corredores sejam mexidas pelos locais, elas são cobertas por sacos de lixo e monitoradas por gente da produção, e só quando as equipes estão a menos de cinco minutos de as alcançarem a cobertura é retirada.  Algumas vezes a produção tem tão poucos minutos à frente dos corredores nos pit stops, que são obrigados a refazer a chegada dos times para poder filmá-los corretamente.
Os times eliminados são enviados para um local de reclusão informalmente conhecido como  "Sequesterville" enquanto a corrida continua a se desenvolver, por questões de sigilo, onde todos esperam o fim da competição para serem levados até a linha de chegada onde receberão junto com o apresentador a equipe vencedora. Nas últimas edições, a CBS tem colocado vídeos curtos na Internet mostrando o que acontece com este times eliminados quando estão no que chamam de Elimination Station (Estação de Eliminação), geralmente em algum resort fora dos Estados Unidos. Algumas vezes, outros times, geralmente os últimos eliminados antes dos três finais, são usados como "times decorativos" e correm a última etapa à frente dos três times verdadeiros, na esperança de confundirem as tentativas de spoilers de locais e fãs da corrida que os observam passando por certas áreas durante a etapa final e querem estragar a surpresa do resultado final, publicando vídeos ou textos nas redes sociais ou em portais da Internet antes do programa começar a ser exibido semanas depois.

## Países e territórios visitados
A lista inclui nações, territórios autônomos e protetorados por onde a corrida passou, incluindo locais onde as equipes apenas fizeram escala em aeroportos, o que faz parte da competição. O número entre parênteses indica quantas vezes o país foi visitado.
| África | América | Ásia | Europa | Oceania                                                                 |
| África do Sul (3) · Botswana (2) · Burkina Fasso (1) · Egito (1) · Etiópia (1) · Gana (1) · Ilhas Maurício (1) · Ilhas Seychelles (1) · Madagáscar (1) · Malawi (1) · Marrocos (4) · Moçambique (1) · Namíbia (2) · Quênia (1) · Senegal (1) · Tanzânia (4) · Tunísia (1) · Uganda (1) · Zâmbia (2) · Zimbabwe (2) · | Argentina (7) · Barbados (1) · Bolívia (1) · Brasil (7) · Canadá (2) · Chile (5) · Colômbia (3) · Costa Rica (1) · Equador (1) · Estados Unidos (todas)* · Ilhas Virgens Americanas (1) · Jamaica (1) · México (3) · Panamá (3) · Paraguai (2) · Peru (2) · Porto Rico (1) · República Dominicana (1) · Trinidad e Tobago (1) · Uruguai (2) | Bangladesh (2) · Barém (1) · Camboja (3) · China (7) · Coreia do Sul (3) · Emirados Árabes Unidos (6) · Filipinas (3) · Hong Kong (5) · Índia (13) · Indonésia (6) · Japão (9) · Jordânia (1) · Kuwait (1) · Laos (1) · Macau (2) · Malásia (5) · Mongólia (1) · Omã (2) · Singapura (3) · Sri Lanka (2) · Tailândia (8) · Taiwan (2) · Vietnam(7) · | Alemanha (13) · Armênia (1) · Áustria (6) · Azerbaijão (1) · Bélgica (2) · Bulgária (1) · Cazaquistão (2) · Croácia (2) · Dinamarca (2) · Eslovênia (1) · Espanha (5) · Estônia (1) · Finlândia (1) · França (15) · Geórgia (1) · Grécia (3) · Holanda (8) · Hungria (1) · Irlanda (2) · Islândia (3) · Itália (10) · Liechtenstein (1) · Lituânia (1) · Malta (1) · Mônaco (1) · Noruega (4) · Polônia (3) · Portugal (4) · Reino Unido (8) · República Tcheca (2) · Romênia (1) · Rússia (6) · Suécia (4) · Suíça (8) · Turquia (2) · Ucrânia (1) | Austrália (4) · Guam (1) · Nova Zelândia (4) · Polinésia Francesa (1) · |

- Os Estados Unidos, incluindo Alaska e Havaí, são o ponto de partida e de chegada de todas as edições, com exceção de TAR 34, em 2022, iniciada em Munique, Alemanha,[70] e de TAR 36, em Puerto Vallarta, México. Esta edição foi filmada em outubro de 2022 antes do que seria TAR 35, de 2023, mas exibida apenas um ano depois, em 2024.[71]

## Versões internacionais
Além do programa original, as versões internacionais abaixo são ou foram apresentadas regularmente, anualmente ou sem período definido.
| País/Região               | Nome                                                                                                  | Rede                                                                 | Estreia | Apresentador                                                                            | Prêmio                                                                                  | Edições                            | Refs   |
| América Latina            | The Amazing Race Latinoamérica en Discovery Channel (2009 – 2010) Edição Brasil (2012) Ecuador (2014) | Discovery Channel (2009–2010) Space (2011–2014) TC Televisión (2014) | 2009    | Harris Whitbeck (2009–2011) Paulo Zulu (2012) Toya Montoya (2013) Jaime Arellano (2014) | US$ 250.000 (2009–2013) US$ 100.000 (2014)                                              | 2009 – 2014                        | [ 72 ] |
| Ásia                      | The Amazing Race Asia                                                                                 | AXN Asia                                                             | 2006    | Allan Wu (2006–2010) Tara Basro (2016)                                                  | US$ 100.000                                                                             | 2006 – 2008, 2010, 2016 – presente | [ 73 ] |
| Austrália                 | The Amazing Race Australia                                                                            | Seven Network (2011–2012) Network 10 (2019 – )                       | 2011    | Grant Bowler (2011–2012) Beau Ryan (2019 – )                                            | A$ 250.000                                                                              | 2011– 2012, 2019 – presente        | [ 74 ] |
| Austrália · Nova Zelândia | The Amazing Race Australia versus New Zealand                                                         | Seven Network TVNZ (TV2)                                             | 2014    | Grant Bowler                                                                            | A$ 250.000                                                                              | 2014                               | [ 74 ] |
| Brasil                    | The Amazing Race: A Corrida Milionária                                                                | Rede TV!                                                             | 2007    | Rony Curvelo                                                                            | R$ 500.000                                                                              | 2007 – 2008                        | [ 75 ] |
| Canadá                    | The Amazing Race Canada                                                                               | CTV                                                                  | 2013    | Jon Montgomery                                                                          | CA$ 500.000                                                                             | 2013 – presente                    | [ 76 ] |
| China                     | The Amazing Race: China Rush 极速前进：冲刺！中国                                                     | ICS (2010)Dragon TV (2011–2012)                                      | 2010    | Allan Wu                                                                                | 1 viagem ao redor do mundo                                                              | 2010–2012                          | [ 77 ] |
| China                     | The Amazing Race 极速前进                                                                             | Shenzhen TV                                                          | 2014    | Andy On (2014 Episódios 1-2) Allan Wu (2014 Episódio 3 – em diante)                     | CN¥1 1.000.000 (2014) CN¥1 50.000 p/ doação + 2 carros (2015) 1 colar de pérolas (2016) | 2014 – presente                    | [ 78 ] |
| Filipinas                 | The Amazing Race Philippines                                                                          | TV5                                                                  | 2012    | Derek Ramsay                                                                            | ₱ 2.000.000                                                                             | 2012 e 2014                        | [ 79 ] |
| França                    | Amazing Race : la plus grande course autour du monde !                                                | C8                                                                   | 2012    | Alexandre Delpérier                                                                     | € 50.000                                                                                | 2012                               | [ 80 ] |
| Israel                    | Ha'Merotz La'Million המירוץ למיליון‎‎                                                                   | Channel 2                                                            | 2009    | Raz Meirman (2009 ) Ron Shahar (2011 em diante )                                        | ₪ 1.000.000                                                                             | 2009, 2011 – presente              | [ 81 ] |
| Noruega                   | The Amazing Race Norge‎‎                                                                                | TV2                                                                  | 2012    | Freddy dos Santos                                                                       | kr 500.000 + 2 carros (2012) 2 carros (2013)                                            | 2012 – 2013                        | [ 82 ] |
| Ucrânia                   | Velyki perehony‎‎                                                                                       | 1+1                                                                  | 2013    | Oleksandr Sydorenko                                                                     | ₴ 500.000                                                                               | 2013                               | [ 83 ] |
| Vietname                  | The Amazing Race Vietnam Cuộc đua kỳ thú‎‎                                                              | VTV3 (2012 – 2013, 2015) VTV6 (2014, 2016) VTV9 (2016)               | 2012    | Dustin Nguyen (2012) Huy Khánh (2013 – 2014, 2016) Phan Anh (2015)                      | 300.000.000 ₫                                                                           | 2012 – presente                    | [ 84 ] |